# نوسانتارا
نوسانتارا، به‌طور رسمی پایتخت نوسانتارا (اندونزیایی: Ibu Kota Nusantara، به اختصار IKN)، پایتخت اندونزی است که در ۱۷ اوت ۲۰۲۴ همزمان با روز استقلال اندونزی افتتاح شد. این شهر جدید جایگزین جاکارتا، پایتخت قبلی از زمان استقلال در سال ۱۹۴۵ شد. این شهر در ساحل شرقی جزیره بورنئو در منطقه‌ای که در حال حاضر بخشی از استان کالیمانتان شرقی است، واقع شده است. مساحت ۲٬۵۶۰ کیلومتر مربع (۹۹۰ مایل مربع)، دارای منظره‌های تپه‌ای، جنگل و خلیج است. انتظار می‌رود که نوسانتارا به‌عنوان استان جدیدی تشکیل شود که از کالیمانتان شرقی، شبیه به منطقه پایتخت جاکارتا جدا می‌شود.
ساخت نوسانتارا در ژوئیه ۲۰۲۲ آغاز شد، جاده‌های دسترسی ساخته شد و فاز اول آن، منطقه مرکزی دولت، شامل ادارات دولتی، مدارس، بیمارستان‌ها و مراکز خرید خواهد بود. در ابتدا، ۱۰۰۰۰۰ کارگر از سراسر اندونزی به محل نوسانتارا فرستاده شدند تا ساخت و ساز تا ژوئیه ۲۰۲۲ آغاز شود. پس از انتقاد سازمان‌های مردمی محلی از کالیمانتان شرقی به دلیل به‌کارگیری کارگرانی خارج از استان، رئیس‌جمهور جوکو ویدودو به مقامات شهر نوسانتارا دستور داد تا کارگران را به ۱۵۰۰۰۰ تا ۲۰۰۰۰۰ کارگر افزایش دهد تا از مشارکت کارگران محلی برای کار در ساخت و ساز نوسانتارا اطمینان حاصل شود.

## واژه‌شناسی نام شهر
کلمه نوسانتارا ترکیب جاوِه‌ای از nūsa (جزایر) + antara (خارجی) است که تقریباً به «جزایر بیرونی» (از منظر جزیره جاوه) ترجمه می‌شود. این اصطلاح از سوگند حاکمی به‌نام گاجاه مادا گرفته شده و ممکن است به عنوان ترجمه‌ای از Dvīpāntara، یک اصطلاح قدیمی‌تر سانسکریت که توسط کِرتاناگارا ابداع شده و تقریباً حاوی همین معناست، تفسیر شود.

نوسانتارا به عنوان نام رسمی پایتخت جدید اندونزی انتخاب شد تا تجسم‌بخش دیدگاه جغراسیاسی ملی معروف به «واواسان نوسانتارا» (به معنی «افق  نوسانتارا [در آینده]» یا «افق مجمع‌الجزایر اندونزی [در آینده]») باشد. این نام همچنین منعکس‌کننده وضعیت این کشور به عنوان یک دولت مجمع‌الجزایری است.بر اساس سنت شفاهی محلی کوتای که در نسخه خطی تاریخی «سالاسیلَه کوتای» (به معنی «تبارنامه پادشاهی کوتای») ثبت شده، این منطقه قبل از اینکه در قرن سیزدهم میلادی کوتای نامیده شود، با نام «نوسِنتارا» (به معنی «سرزمین تقسیم‌شده») شناخته می‌شد.

## تاریخچه

### توسعه و ایده‌پردازی
در آوریل سال ۲۰۱۷، دولت جوکو ویدودو (جوکووی) طرحی را که پیش از این مسکوت مانده بود، احیا کرد تا پایتخت کشور را از جاکارتا منتقل کند و متعهد شد تا پایان همان سال، ارزیابی کاملی از مکان‌های بالقوه جایگزین برای پایتخت جدید اندونزی انجام دهد.
بنابر اعلام یک مقام رسمی از وزارت برنامه‌ریزی توسعه ملی اندونزی (باپِناس)، دولت مصمم بود تا پایتخت اندونزی را از جزیره جاوه خارج کند؛ ایده‌ای که از دوران حکومت سوکارنو به صورت متناوب مطرح شده بود و در آن زمان انتقال به پالانگ‌کارایا در کالیمانتان مرکزی مورد بررسی قرار گرفته بود.مدت کوتاهی پس از اعلام این طرح، جوکووی از دو گزینه جایگزین در کالیمانتان بازدید کرد: بوکیت سوئِهارتو در کالیمانتان شرقی و منطقه مثلثی در نزدیکی پالانگ‌کارایا.در آوریل ۲۰۱۹، برنامه‌ای ۱۰ ساله برای انتقال تمامی دفاتر دولتی به یک پایتخت جدید اعلام شد.
وزارت برنامه‌ریزی توسعه ملی، سه استان کالیمانتان جنوبی، مرکزی و شرقی را که جوکووی از آنها بازدید کرده بود، پیشنهاد کرد؛ چرا که هر یک از این استان‌ها معیارهای لازم برای پایتخت جدید را دارا بودند—از جمله نسبتاً مصون بودن از زمین‌لرزه، سونامی و آتشفشان،و همچنین امکان ایجاد یک بندر دریایی.

### برنامه‌ریزی و سرمایه‌گذاری

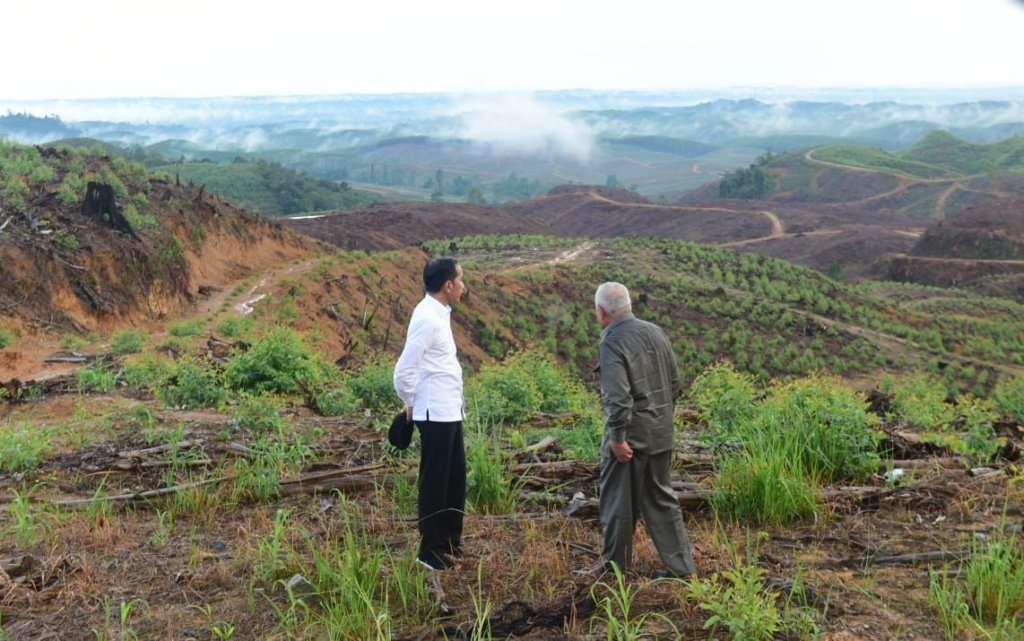
رئیس جمهور جوکو ویدودو به همراه فرماندار پیشین کالیمانتان شرقی ایسران نور در حال بازدید از مکان نوسانتارا

در ۲۳ اوت ۲۰۱۹، جوکووی به طور رسمی این طرح را به عنوان بخشی از یک راهبرد برای کاهش نابرابری توسعهای بین جاوه و سایر جزایر مجمع‌الجزایر اندونزی و نیز کاهش بار جاکارتا به عنوان قطب اصلی اندونزی، تصویب کرد.

جوکووی هفت روز پیش از آن، در خلال نطق دولتی خود در پارلمان، از انتقال پایتخت به کالیمانتان خبر داده بود.
وزارت برنامه‌ریزی توسعه ملی، هزینهٔ انتقال را ۴۶۶ تریلیون روپیه (۷/۳۲ میلیارد دلار آمریکا) برآورد کرد و اعلام نمود که دولت قصد دارد ۱۹٪ از این هزینه را تأمین کند و مابقی عمدتاً از طریق مشارکت عمومی-خصوصی و سرمایه‌گذاری مستقیم بنگاه‌های دولتی و بخش خصوصی تأمین خواهد شد.
همزمان، ۴۰ میلیارد دلار به نجات جاکارتا از غرق شدن در دههٔ آینده اختصاص خواهد یافت، عاملی که به طور گسترده به عنوان دلیل بنیادین و اصلی انتقال پایتخت گزارش شده است.

در اوایل سپتامبر ۲۰۲۱، لایحهٔ انتقال پایتخت تکمیل شد.در ۲۹ سپتامبر ۲۰۲۱، دولت جوکووی یک لایحهٔ جامع (اُمنیباس) برای انتقال پایتخت به شورای نمایندگان مردم (مجلس عوام قانون‌گذاری اندونزی) تسلیم کرد.در میان موارد متعددی که در این لایحه پیش‌بینی شده بود، طرح تشکیل یک «سازمان پایتخت ملی» (Otorita Ibu Kota Negara) گنجانده شده بود؛ یک نهاد ویژه که مسئول ادارهٔ پایتخت جدید بوده و مستقیماً به رئیس‌جمهور پاسخگو خواهد بود. به این نهاد جدید، اختیاراتی در سطح وزارتخانه اعطا شد، به این صورت که رئیس آن توسط رئیس‌جمهور منصوب می‌گردد، اما دارای قابلیت‌های حکمرانی ویژه‌ای مشابه استاندار (فرماندار ایالتی) خواهد بود.همچنین این لایحه چگونگی مدیریت تأمین مالی، مالیات، عوارض و دارایی‌های سازمان پایتخت را تنظیم خواهد کرد.
از آنجا که این طرح در میانهٔ دورهٔ دوم ریاست‌جمهوری جوکووی ارائه شد، مجمع مشورتی خلق (MPR) پیشنهاد یک اصلاحیهٔ قانون اساسی را داد تا توانایی این مجمع برای وضع «اصول خط‌مشی‌های دولتی» (Pokok–Pokok Haluan Negara یا PPHN) را احیا کند، امری که مشابه «چهارچوب کلی خط‌مشی‌های دولتی» (Garis Besar Haluan Negara یا GBHN) دوران «نظم نوین» بود. این کار به منظور تأمین امنیت و پایداری پروژه و اطمینان از تداوم آن پس از پایان دورهٔ ریاست‌جمهوری جوکووی انجام شد.بر اساس نتایج نظرسنجی مؤسسهٔ نظرسنجی KedaiKOPI در اوت ۲۰۱۹، ۹۵/۷٪ از پاسخ‌دهندگان جاکارتایی، مخالفت خود با طرح انتقال پایتخت به کالیمانتان شرقی را ابراز کردند.در ۱۷ ژانویه ۲۰۲۲، در خلال یک جلسهٔ کمیته ویژه، سوهارسو مونوارفا، وزیر برنامه‌ریزی توسعه ملی، اعلام کرد که نام پایتخت جدید کشور «نوسانتارا» خواهد بود.
امید می‌رفت که توسعهٔ نوسانتارا از تجربیات انتقال مشابهی، یعنی انتقال پایتخت برزیل از ریو دو ژانیرو به برازیلیا در سال ۱۹۶۰، درس بگیرد.

در ۳ ژوئن ۲۰۲۴ اعلام شد که بامبانگ سوسانتونو، رئیس سازمان پایتخت ملی نوسانتارا، به همراه معاونش، دُنی راحاجوئه، استعفا داده‌اند.یوسف ویبیسونو، مدیر مؤسسه مطالعات جمعیتی و فقر (Ideas)، حدس زد که این امر ممکن است به این دلیل برانگیخته شده باشد که پرابووو، رئیس‌جمهور منتخب، نسبت به جوکووی اشتیاق کمتری نسبت به این پروژه دارد و به اظهارات پرابووو در آن زمان استناد کرد که گفته بود این پروژه همچنان ادامه خواهد یافت، اما دیگر در اولویت نخواهد بود.اما در ۱۲ اوت ۲۰۲۴، پرابووو نظرش را تغییر داد و این پروژه را در اولویت قرار خواهد داد.

### طراحی

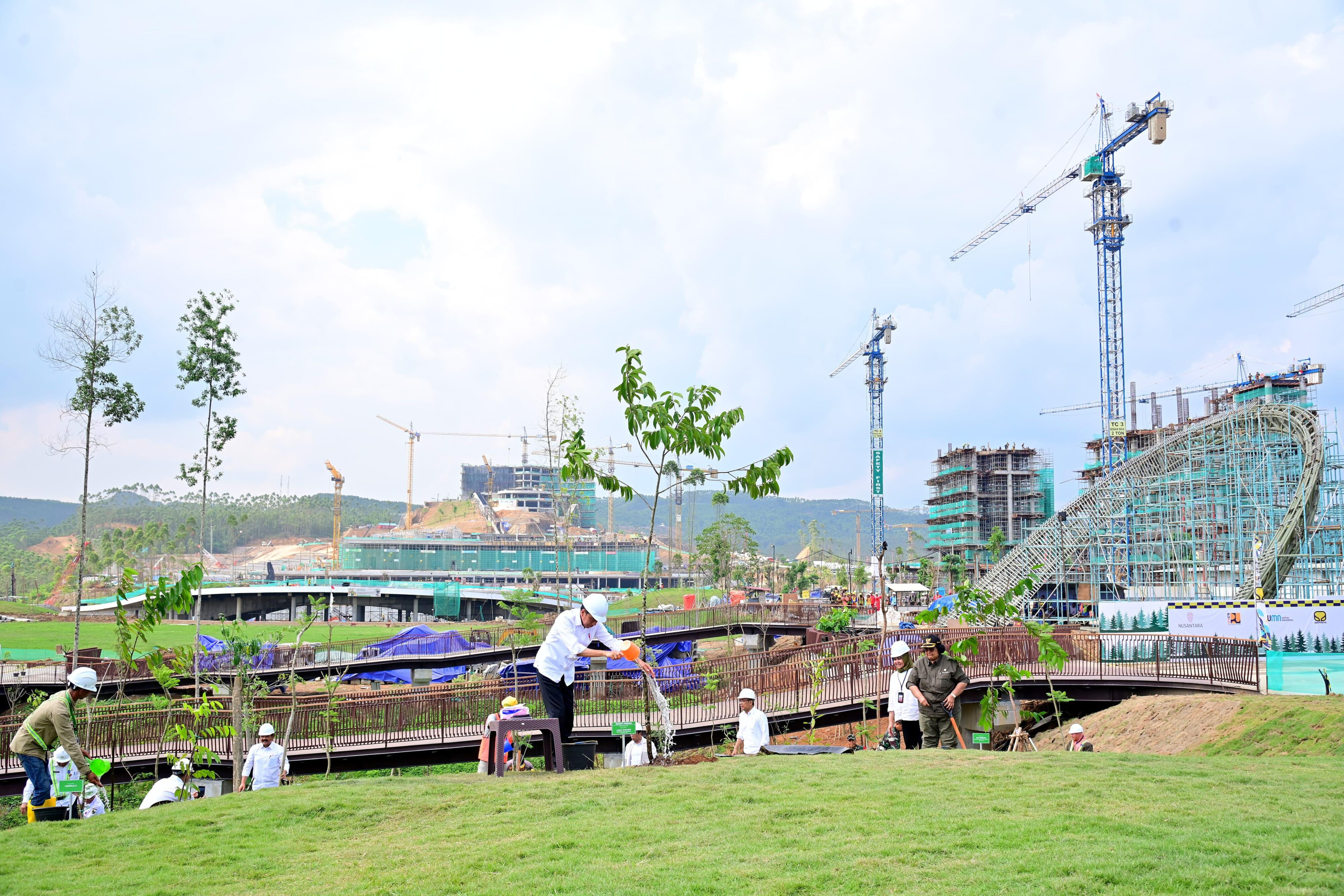
Trees being planted as the city is designed to be sustainable.

The Ministry of Public Works and Public Housing organized a capital city design contest in late 2019. The winner, Nagara Rimba Nusa ('Forest Archipelagic Country') by Urban+ was officially announced on 23 December 2019. The government undertook to collaborate on the design of the winning team with that of the second- and third-placed teams, as well as international designers, to sharpen the final design process up to 2020. Designers from at least three countries, namely China, Japan, and the United States, had offered to be involved in the design. The name, which had been suggested about three months earlier, is aligned with the winner's main concept.
The city is designed for sustainability and protecting its surrounding Kalimantan forests, targeting 80% of mobility to be supported by public transport, cycling, or walking and drawing all of its energy from renewable sources and allocating 10% of its area to food production.
In March 2022, the Ministry again organized a design contest for four structures, namely the vice-presidential palace, the legislatures' office complex, the judiciary's office complex, and a complex set for public worship next to Lake Pancasila.

### ساخت و ساز

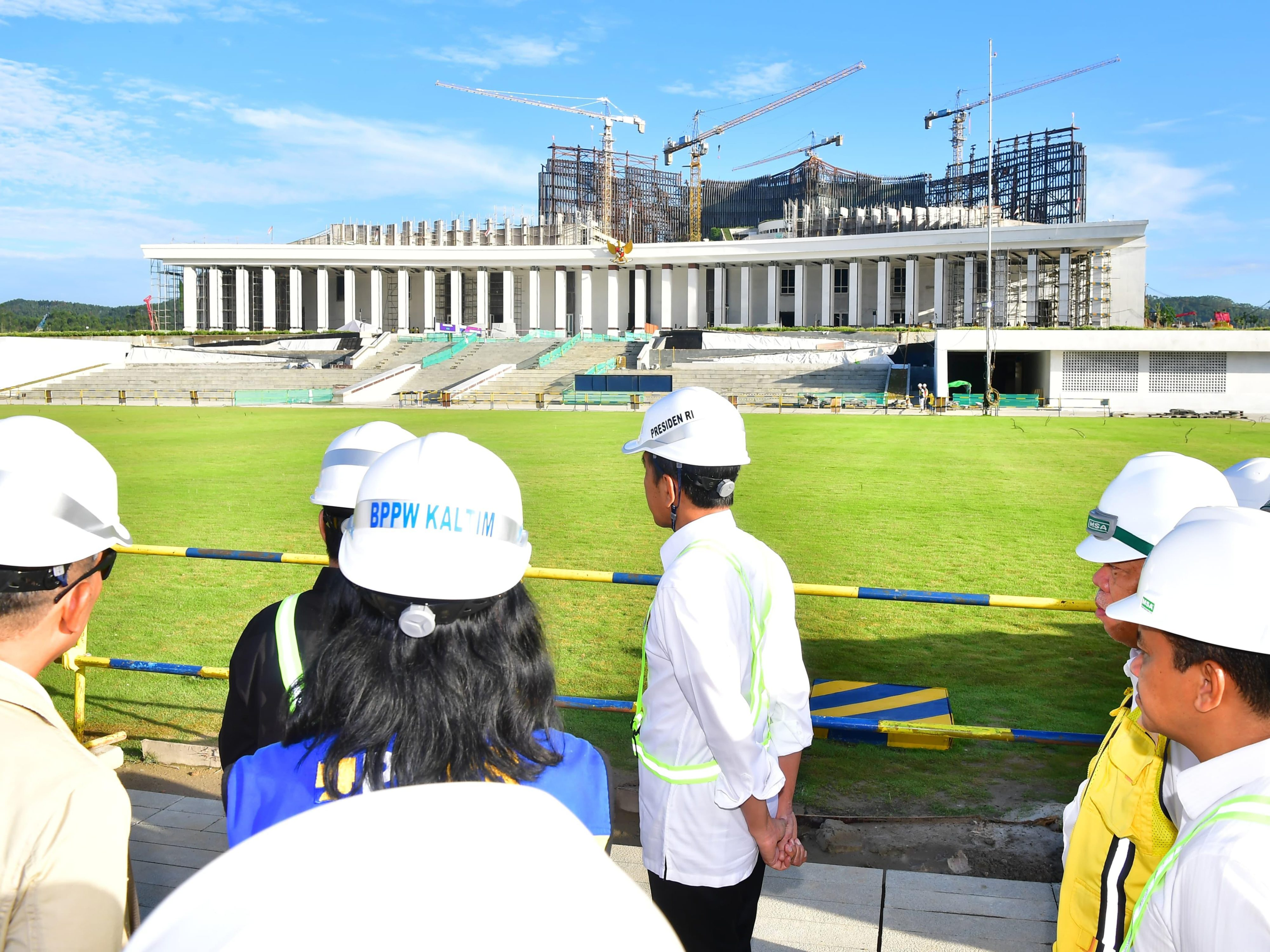
Construction progress of Garuda Palace in June 2024.

Following the inauguration of Bambang Susantono as Head of the Authority, provinces across the country sent symbolic quantities of soil and water from historically or culturally significant sites in their respective provinces to be part of the new capital. Central Kalimantan brought pieces of soil from a hill where Tjilik Riwut, a national hero from the province and respected Dayak figure, was said to be meditating. East Kalimantan brought water and soil from Kutai Lama, where the historical Kutai Kartanegara kingdom was found. North Maluku brought a combination of soil and water from four main historical sultanates in Maluku, otherwise known as Maluku Kie Raha, which are Jailolo, Ternate, Tidore, and Bacan. East Nusa Tenggara province brought soil from seven regencies in the province, while Bengkulu brought soil from the location where Sukarno was exiled. South Kalimantan brought water and soil from former residences of respected ulemas in the province, Zainal Ilmi and Syekh Muhammad Al-Banjari. Southeast Sulawesi presented soil and water from the site of the historical Sultanate of Buton in Baubau. East Java also presented soil from sites of the former Majapahit Empire.
Initially, in July 2022, 100,000 workers from across Indonesia were deployed to the Nusantara site. However, this decision drew criticism from local organizations for not adequately involving local workers. In response to these concerns, President Joko Widodo instructed the Nusantara Capital City Authority to increase the workforce to between 150,000 and 200,000 to ensure the participation of local workers in the development of Nusantara.
Construction was delayed until after the COVID-19 vaccination campaign was completed in March 2022.

### مشکلات مالی
In March 2022, the Japanese SoftBank Group withdrew from the project because of uncertainty about returns. According to Indonesian Maritime Affairs and Investment Coordinating Minister Luhut Panjaitan, the investment would have totalled U$30–40 billion. This was a setback as the Indonesian government had planned to supply only 19.2% of the project funding from state funds, with the balance coming from domestic and foreign investors.
At a conference in Singapore in June 2023, Jokowi tried to reassure investors that the project would continue irrespective of who would win the 2024 Indonesian presidential election, and that Nusantara was a "golden opportunity" for investment. By August 2023, the government had only allocated 20% of the total funds needed, and investors were reluctant to make up the shortfall because of political uncertainty and Indonesia's record of underinvestment in infrastructure.
In November 2023, Jokowi admitted that not a single foreign investor had put money into Nusantara. Deputy for Funding and Investment at the IKN Authority, Agung Wicaksono, said that there were a number of foreign investors who were partners with domestic investors. These included Swissotel, which is owned by Accor Group, working with Hotel Nusantara and Sembcorp partnering with state-owned electricity company PLN. He also claimed there were 300 letters of intent.
As in August 2024, IDR 56.2 trillion investment already enters Nusantara.

### انتقال پایتخت
On 29 July 2024, outgoing Indonesian President Joko Widodo began working from the new presidential palace in Nusantara, where he planned to spend the final months of his presidency. On 12 August 2024, the first cabinet meeting session was held in Nusantara, marking the beginning of transition of political power from Jakarta to Nusantara.
Nusantara was scheduled to be inaugurated as the capital city on 17 August 2024, coinciding with Indonesian Independence Day. However, the move did not take place. On that day Jokowi held his first independence day celebration as President in the city. He initially said that 8,000 people were invited to the ceremony, but the number was later reduced to 1,300 due to concerns over unfinished facilities. The following week, President Jokowi announced that his office would be moving there in September.

## جغرافیا

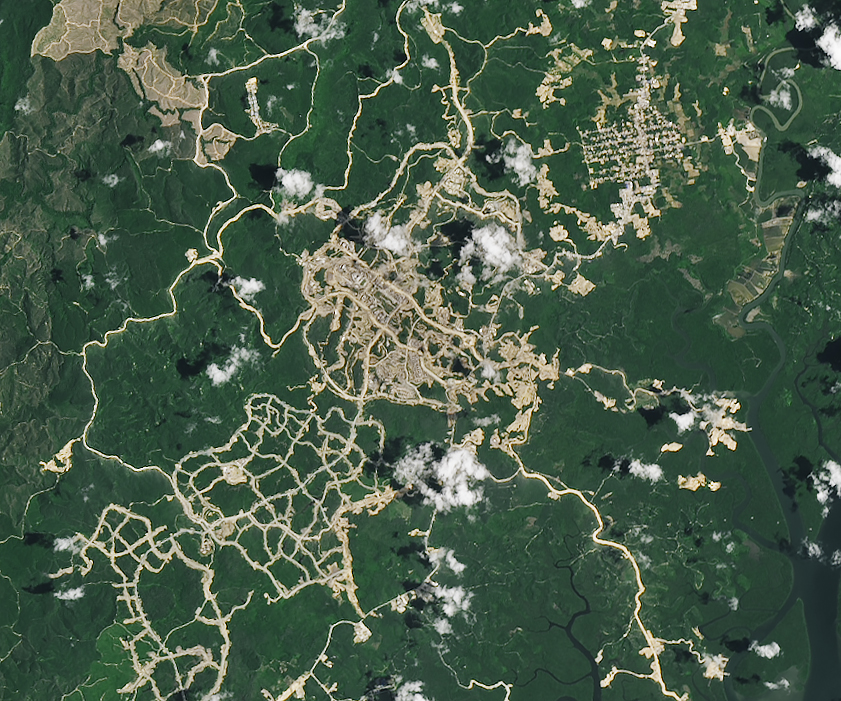
NASA's February 2024 Landsat image

Nusantara is located on the east coast of Borneo, the world's third largest island. The city shares a land border with the province of East Kalimantan and has a coastal line that stretches eastward to the Makassar Strait and southward to Balikpapan Bay. Nusantara also has four islands (Benawa Besar, Batupayau, Jawang, and Sabut) located to the north of Balikpapan Bay. The city boasts a hilly landscape and was previously an industrial forest, with its concession owned by Sukanto Tanoto.

### حوزه‌بندی

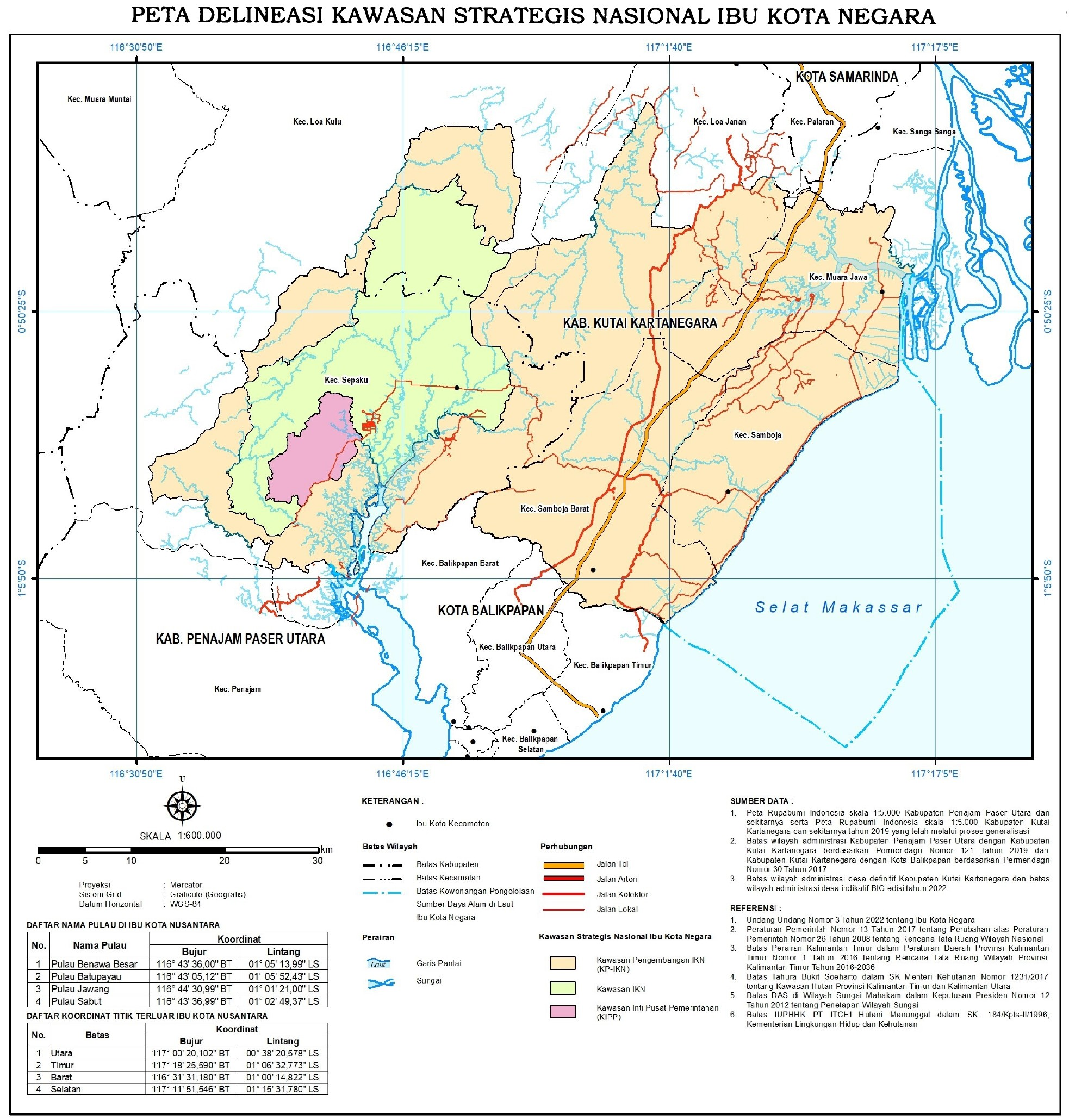
نقشه نوسانتارا بر روی مرزهای معاصر کالیمانتان شرقی. منطقه صورتی نشان‌دهنده محدوده اصلی دولتی است؛ منطقه سبز نشان‌دهنده محدوده شهر پایتخت (شامل هر دو بخش سپاکو و لوا کولو) است؛ و منطقه نارنجی نشان‌دهنده منطقه توسعه شهر پایتخت می‌باشد.

نوسانتارا با مساحتی بالغ بر ۲۵۶۰ کیلومتر مربع (معادل ۹۹۰ مایل مربع) به عنوان «منطقه راهبردی ملی» (کاواسان استراتگیس ناسیونال - KSN) تعیین شده است. از این مساحت، ۶۸/۵۶ کیلومتر مربع (۲۶/۴۷ مایل مربع) به عنوان «منطقه هسته مرکزی حکومت» (کاواسان اینتی پوسات پمرینتاهان - KIPP)، و ۵۶۱/۸۰ کیلومتر مربع (۲۱۶/۹۱ مایل مربع) به عنوان «منطقه پایتخت» (کاواسان ایبو کوتا نگارا) در نظر گرفته شده است و باقیمانده به عنوان «منطقه توسعه پایتخت» (کاواسان پنگیمبانگان ایبو کوتا نگارا) اختصاص یافته است. منطقه کلانشهری نوسانتارا، شهرستان‌ها و شهرهای مجاور در کالیمانتان شرقی، از جمله بالیک‌پاپان و ساماریندا را نیز در بر خواهد گرفت.
| Zoning                        | Zoning                 | Planned facilities |
| ----------------------------- | ---------------------- | --- |
| Main Governmental Zone        | Main Governmental Zone | - Presidential and vice-presidential palaces; - Central government, legislatures, and judiciary office buildings; - Cultural parks; and - Botanical gardens. |
| Capital City Area             | Capital City Area      | - Residences for civil servants, police, and armed forces; - Education and medical facilities; - University, and science and techno park; - High-tech and clean industries; - Research and development centers; - Military bases; and - Other residential clusters. |
| Capital City Development Zone | Phase 1                | - A national park; - Orangutan conservation facilities; and - Other residential clusters. |
| Capital City Development Zone | Phase 2                | - Metropolitan developments; and - Other developed areas connected to nearby provinces. |

## دولت

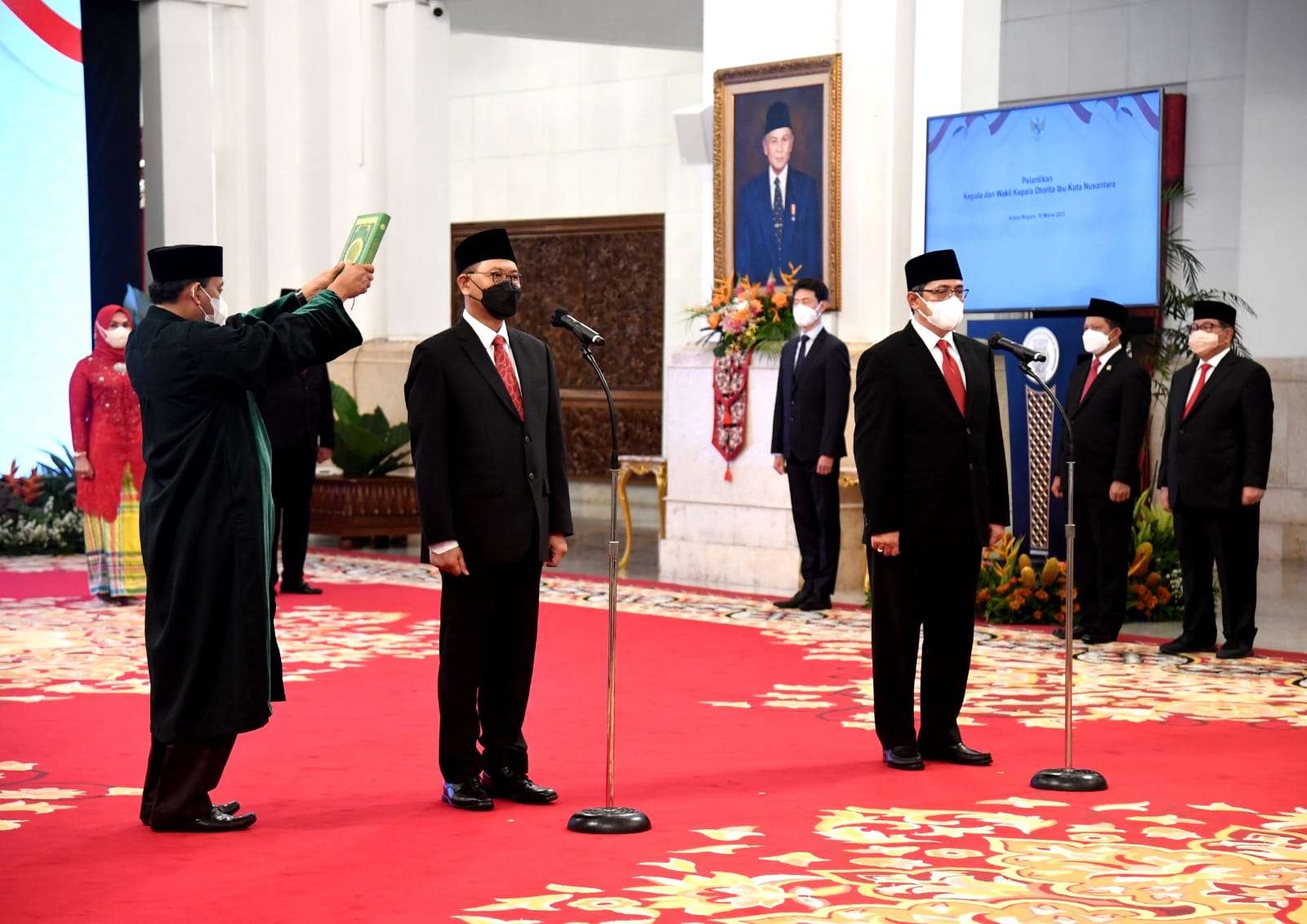
Inauguration of the head and deputy head of Nusantara Capital City Authority on 10 March 2022.

Nusantara is managed by an agency known as the Nusantara Capital City Authority (اندونزیایی: Otorita Ibu Kota Nusantara). Its structure differs from that of other cities in Indonesia, which are considered autonomous, self-governing entities separate from the central government. In contrast, the Capital City Authority is an agency directly accountable to the central government. It operates at the ministerial level and its Head is a cabinet-level official. Unlike governors, mayors, and regents, who are popularly elected in regional elections, the Head and Deputy Head of the Authority are appointed by the President.

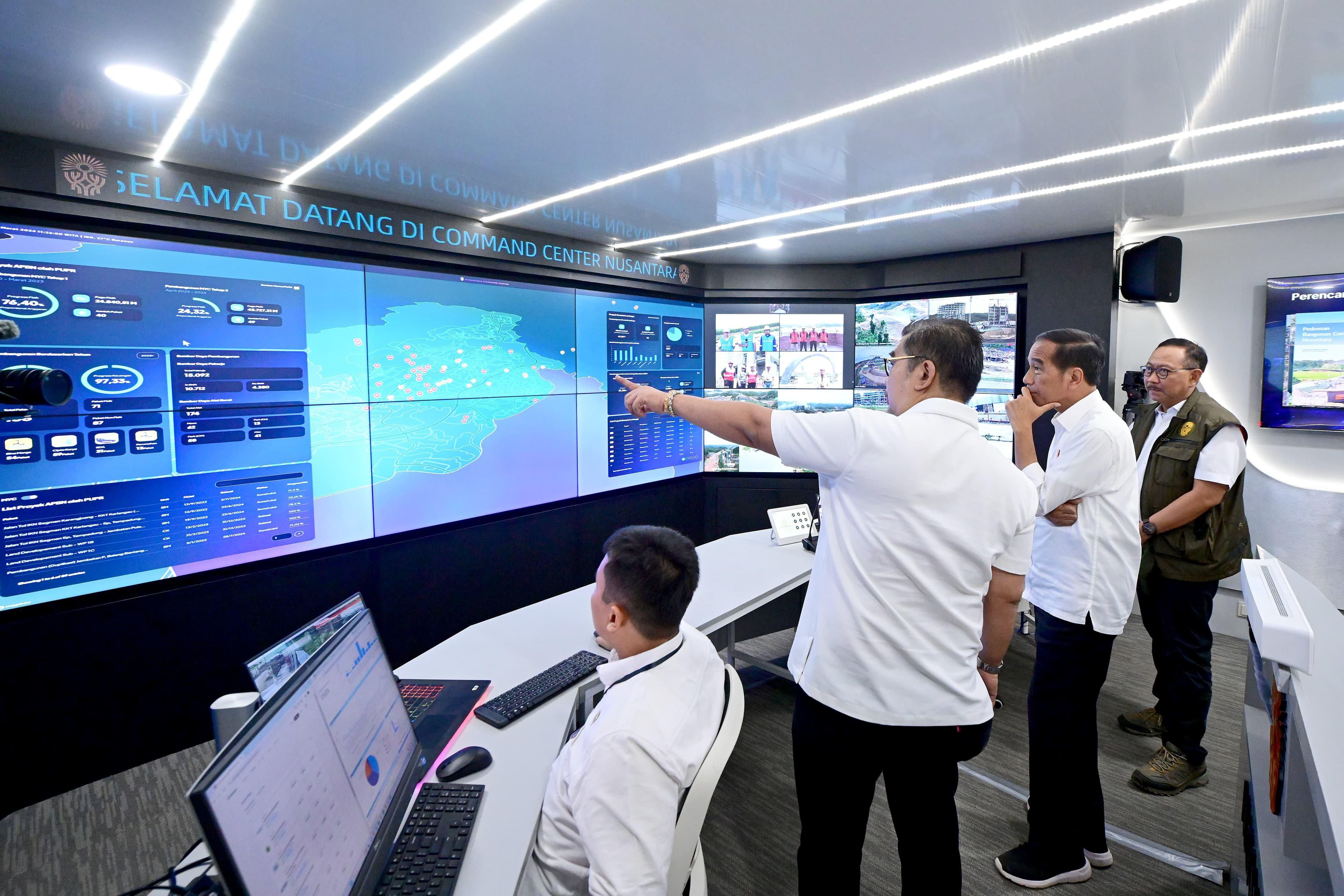
Nusantara Command Center, tasked with coordinating the capital development.

From March 2022 to June 2024, the authority was under the leadership of Head Bambang Susantono and Deputy Head Dhony Rahajoe. On June 2024, Bambang Susantono and Dhony Rahajoe resigned from their respective roles ahead of the inauguration of the city. Their motives is said to be personal reasons. Currently the head of the Nusantara Capital City Authority is Basuki Hadimuljono who is also the head of the Ministry of Public Works and Housing of Indonesia
The Capital City Authority announced that Nusantara would have special form of local governance and the administrative division of Nusantara would be different from other regions in Indonesia.

## حمل و نقل
To achieve the goal of having 80% of transport supported by non-private means, a comprehensive public transportation network is planned for the new capital. The city's development focuses on creating dense, walkable areas and will feature a citywide network of cycling paths, two rail lines for a metro system, a bus rapid transit system, and autonomous minibuses as feeder services.
An automated guideway transit system will connect the new capital to the Balikpapan highway. Additionally, a new intercity and regional rail system will be constructed to link the new capital with neighboring cities such as Samarinda and Balikpapan, forming part of the broader Trans Kalimantan Railway network that will connect the entire Indonesian side of Borneo Island with rail service.
A planned toll road spanning 47 km (29 mi) will be built to connect the government central area with the Nusantara Airport and Balikpapan. Nusantara will also be served by the nearby Aji Pangeran Tumenggung Pranoto Airport located at Samarinda, the neighbouring city of the new capital, as well as Balikpapan's Sultan Aji Muhammad Sulaiman Sepinggan Airport. To support the two airports serving Nusantara, a new Naratetama Airport will also be built in Penajam.

## روابط بین‌المللی

### شهرهای دوقلو و خواهرخوانده
نوسانتارا با شهرهای زیر پیوند خواهرخواندگی دارد:
- آستانه، قزاقستان (۲۰۲۳)[۹۶]